# Сьметанкі (Козеницький повіт)
Сьметанкі (пол. Śmietanki) — село в Польщі, у гміні Козениці Козеницького повіту Мазовецького воєводства.
Населення — 334 особи (2011).
У 1975-1998 роках село належало до Радомського воєводства.

## Демографія
Демографічна структура станом на 31 березня 2011 року:
|          | Загалом | Допрацездатний вік | Працездатний вік | Постпрацездатний вік |
| -------- | ------- | ------------------ | ---------------- | -------------------- |
| Чоловіки | 161     | 36                 | 110              | 15                   |
| Жінки    | 173     | 38                 | 109              | 26                   |
| Разом    | 334     | 74                 | 219              | 41                   |